# 삼성 녹스
삼성 녹스(Samsung Knox, Samsung KNOX, SΛMSUNG Knox)는 대부분의 삼성전자 모바일 기기에 사전 설치된 독점적인 보안 및 관리 애플리케이션 프레임워크이다. 주요 목적은 직원용 휴대폰 또는 인터랙티브 키오스크와 같은 작업 장치를 관리하기 위한 도구 세트를 조직에 제공하는 것이다. 삼성 갤럭시 하드웨어는 물론, 보안 폴더 및 삼성 월렛과 같은 소프트웨어는 녹스 프레임워크를 사용한다.
Knox의 기능은 데이터 보안, 장치 관리성, VPN 기능의 세 가지 범주에 속한다. 또한 녹스는 조직이 장치를 관리할 수 있는 웹 기반 서비스를 제공한다. 조직은 사전 로드된 애플리케이션, 설정, 부팅 애니메이션, 홈 화면, 잠금화면을 포함한 다양한 기능을 구성하여 관리되는 모바일 장치를 맞춤 설정할 수 있다.
녹스는 삼성 장치에서만 볼 수 있는 기능을 관리하기 위해 표준 작업 프로필에 대한 보다 세분화된 제어를 제공한다. 2020년 12월 기준으로, 조직은 녹스 서비스를 사용하여 특정 삼성 모바일 장치 카메라를 바코드 스캐너로 사용하여 데이터를 캡처하고 분석할 수 있다.

## 개요
삼성 녹스는 비즈니스 콘텐츠와 개인 콘텐츠가 동일한 장치에 공존할 수 있도록 하드웨어 및 소프트웨어 보안 기능을 제공한다. 녹스는 모바일 장치 플릿 관리를 지원하는 웹 서비스를 통합하여 IT 관리자가 새 장치를 등록하고, 통합 엔드포인트 관리 (UEM) 시스템을 식별하고, 장치 사용을 관리하는 조직 규칙을 정의하고, 무선으로 장치 펌웨어를 업그레이드할 수 있도록 한다. 개발자는 Knox SDK 및 REST API를 사용하여 이러한 기능을 자신의 애플리케이션에 통합할 수 있다.

### 서비스
삼성 녹스는 조직을 위한 다음과 같은 웹 기반 서비스를 제공한다:
- 모바일 장치 관리: Knox Suite, Knox Platform for Enterprise, Knox Mobile Enrollment, Knox Manage, Knox E-FOTA.[9]
- 장치 맞춤화 및 리브랜딩: Knox Configure[11]
- 데이터 캡처 및 분석: Knox Capture,[12] Knox Peripheral Management,[13] Knox Asset Intelligence[14]

대부분의 서비스는 삼성 녹스 웹 콘솔을 통해 등록 및 접근되며, 일부는 삼성 녹스 SDK를 통해 접근된다.

#### Knox Capture
Knox Capture는 삼성 모바일 장치의 카메라를 사용하여 UPC, Code 39, EAN, QR과 같은 모든 주요 바코드 기호를 캡처한다. 웹 콘솔을 통해 IT 관리자는 스캔된 바코드 데이터의 입력, 형식 지정 및 출력 구성을 관리하고 장치 앱(예: QR 데이터용 웹 브라우저)을 연결할 수 있다.

#### Knox Asset Intelligence
Knox Asset Intelligence는 조직이 모바일 장치의 관리, 생산성 및 수명 주기를 개선하는 데 도움을 준다. 웹 콘솔을 통해 IT 관리자는 장치 배터리 관리, 앱 사용 통찰력, 포괄적인 장치 추적 및 상세한 Wi-Fi 분석을 모니터링할 수 있다.

### 소프트웨어

#### 컨테이너
삼성 녹스는 2013년 갤럭시 노트 3와 함께 처음 출시되었을 때, 보안에 민감한 애플리케이션과 데이터를 보호된 실행 환경 내에 저장하는 독점적인 컨테이너 기능을 포함했다. 장치 사용자는 장치 화면의 왼쪽 하단에 있는 Knox 아이콘을 탭하여 개인 애플리케이션과 비즈니스 애플리케이션을 전환할 수 있었다. 나중에 Knox Workspace라고 불린 이 독점 컨테이너는 UEM 시스템을 통해 조직에 의해 관리되었다.
삼성은 UEM 시스템을 필요로 하지 않는 컨테이너 기능의 소비자 버전을 출시했다. 이 소비자 버전에는 2014년부터 My Knox라고 불린 퍼스널 녹스(Personal Knox)가 포함되었다. 마이 녹스는 2017년에 보안 폴더로 대체되었다.
2018년, 삼성은 구글과 협력하여 안드로이드 작업 프로필을 사용하여 애플리케이션과 데이터를 보호했으며, 2019년에는 Knox Workspace 컨테이너를 더 이상 사용하지 않게 되었다. 삼성은 대부분의 플래그십 모바일 장치에 보안 폴더를 계속 사전 설치하지만, 소비자는 이를 사용하려면 활성화해야 한다.

#### 삼성 실시간 커널 보호 (RKP)
삼성 RKP 기능은 커널 변경 사항을 실시간으로 추적하여 휴대폰이 부팅되는 것을 방지하고 "보안되지 않은" 삼성 장치 사용에 대한 경고 메시지를 표시한다. 이 기능은 안드로이드 dm-verity/AVB와 유사하며 서명된 부트로더를 필요로 한다.

#### 안드로이드용 보안 강화 (SE for Android)
안드로이드 폰은 이미 SE for Android 및 기타 기능으로 악성 코드나 익스플로잇으로부터 보호되지만, 삼성 녹스는 시스템을 더욱 보호하기 위해 패치를 확인하는 주기적인 업데이트를 제공한다.

#### 보안 부팅
보안 부팅 중에 삼성은 기본 커널로 부팅하기 전에 모든 운영체제 (OS) 요소에 대한 서명 일치를 확인하기 위해 사전 부팅 환경을 실행한다. 무단 변경이 감지되면 e-퓨즈가 작동하고 시스템 상태가 "공식"에서 "사용자 지정"으로 변경된다.

#### 기타 기능
삼성 녹스에는 삼성 KMS (SKMS) for eSE NFC 서비스, 모바일 단말 관리 (MDM), Knox Certificate Management (CEP), 단일 로그인 (SSO), 일회용 비밀번호 (OTP), SIM PIN 관리, 무선 펌웨어 업데이트 (FOTA) 및 가상 사설망 (VPN)을 포함하여 기업 사용을 용이하게 하는 여러 가지 다른 기능이 통합되어 있다.
삼성은 안드로이드 오레오 출시 이후 루팅에 성공한 후에도 앱에 루트 액세스가 부여되는 것을 방지하기 위해 커널을 패치했다. 이 패치는 승인되지 않은 앱이 시스템을 변경하는 것을 방지하고 루팅을 저지한다.

### 하드웨어
녹스는 ARM 트러스트존 (TPM과 유사한 기술) 및 부트로더 ROM와 같은 내장 하드웨어 보안 기능을 포함한다. Knox Verified Boot는 부팅 과정 중에 휴대폰을 모니터링하고 보호하며, 하드웨어 수준에서 구축된 Knox 보안(Knox 3.3에 도입)과 함께 작동한다.

#### e-퓨즈

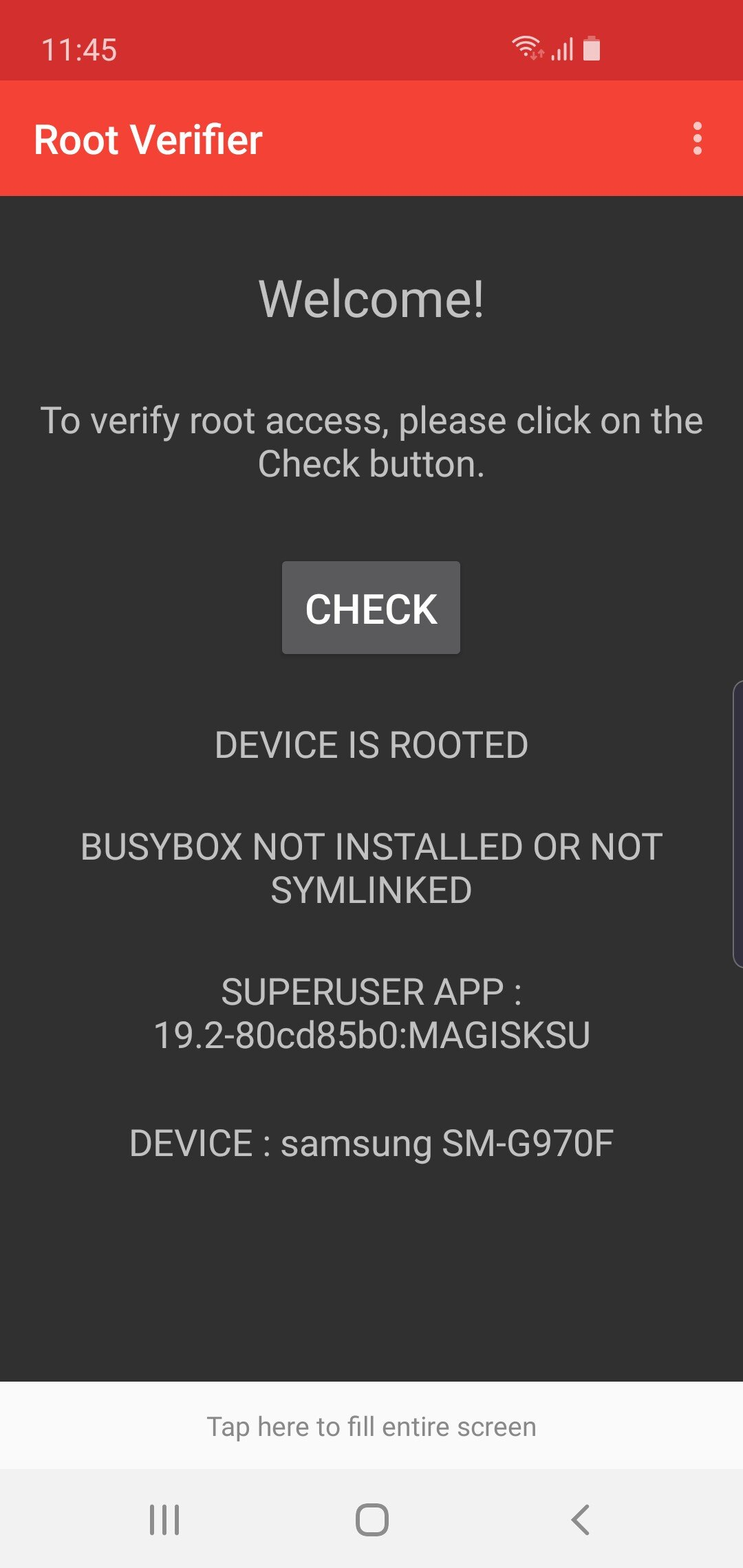
e-퓨즈가 작동된 루팅된 삼성 갤럭시 S10e

삼성 녹스 장치는 "신뢰할 수 없는"(비삼성) 부팅 경로가 실행된 적이 있는지 여부를 나타내는 e-퓨즈를 사용한다. e-퓨즈는 다음 경우에 설정된다.
- 장치가 비삼성 서명 부트로더, 커널, 커널 초기화 스크립트 또는 데이터로 부팅되는 경우.
- 장치가 루팅된 경우.
- 장치에서 사용자 지정 펌웨어(비삼성 안드로이드 릴리스 등)가 감지된 경우.

갤럭시 북 4부터 갤럭시 북 장치에서는 Windows 버전을 업그레이드할 때(22H2에서 23H2로) e-퓨즈가 설정되지 않지만, 상위 에디션으로 업그레이드할 때(Home에서 Pro로)는 설정된다.
설정되면 "Set warranty bit: <reason>" 텍스트가 나타난다. e-퓨즈가 설정되면 장치는 더 이상 Knox Workspace 컨테이너를 생성하거나 이전에 기존 Knox Workspace에 저장된 데이터에 접근할 수 없다. 미국에서는 이 정보가 삼성에 의해 이러한 방식으로 수정된 장치에 대한 보증 서비스를 거부하는 데 사용될 수 있다. 이와 같이 소비자 보증을 무효화하는 것은 1975년 매그너슨-모스 보증법에 의해 금지될 수 있으며, 적어도 전화기의 문제가 루팅으로 직접적으로 발생하지 않은 경우에는 그러하다. 보증 무효화 외에도 e-퓨즈가 작동되면 보안 폴더, 삼성 페이, 삼성 헬스, 삼성 인터넷의 시크릿 모드(및 갤럭시 북에 사전 로드된 특정 삼성 앱)와 같은 일부 삼성 전용 앱이 실행되지 않는다. 일부 이전 Knox 버전의 경우, 사용자 지정 펌웨어를 플래싱하여 e-퓨즈를 초기화할 수 있다.

#### 삼성 DeX
Knox 3.3부터 삼성 DeX 관리 옵션이 추가되어 Knox 플랫폼을 사용하여 접근을 허용하거나 제한하여 제어 및 보안을 강화할 수 있다.

#### 삼성 Knox TIMA
Knox의 TrustZone 기반 무결성 측정 아키텍처 (TIMA)는 TrustZone 하드웨어 플랫폼을 사용하여 인증서 서명을 위한 키를 컨테이너에 저장할 수 있도록 한다.

## 주목할 만한 보안 사항
2014년 6월, 미국 국방정보시스템국 (DISA)의 기밀이지만 분류되지 않은 사용 승인 제품 목록에는 5개의 삼성 장치가 포함되었다.
2014년 10월, 한 보안 연구원은 삼성 Knox가 솔트 및 해시된 PIN을 저장하고 난독화된 코드로 처리하는 대신 PIN을 일반 텍스트로 저장한다는 사실을 발견했다.
2014년 10월, 미국 국가안보국 (NSA)은 상업적으로 이용 가능한 기술을 신속하게 배포하기 위한 프로그램에 삼성 갤럭시 장치 사용을 승인했다. 승인된 제품에는 갤럭시 S4, 갤럭시 S5, 갤럭시 S6, 갤럭시 S7, 갤럭시 노트 3, 갤럭시 노트 10.1 2014가 포함된다.
2016년 5월, 이스라엘 연구원 우리 카노노프와 아비샤이 울은 Knox의 특정 버전에서 세 가지 취약점을 발견했다.
2017년 12월, 녹스는 다양한 플랫폼의 장치 보안 강도를 비교한 가트너 간행물에서 28개 범주 중 25개에서 "강력" 등급을 받았다.

## 같이 보기
- 인텔 관리 엔진